# موشمي العليا (زيلايي)
موشمي العلیا (بالفارسية: موشمی علیا) هي قرية تقع في إيران في قسم زیلایی الريفي. يقدر عدد سكانها بـ 60 نسمة بحسب إحصاء 2016.